# Kerstinbomyrans naturreservat
Kerstinbomyrans naturreservat är ett naturreservat i Heby kommun i Uppsala län.
Området är naturskyddat sedan 2018 och är 502 hektar stort. Reservatet ligger söder om Gysinge och består av stora sammanhängande björkskogar och moränkullar med gammal tall och gran.